# Nortt
Nortt è una one man band danese formatasi a Odense nel 1995, il cui stile musicale si caratterizza per una particolare fusione tra funeral doom metal e depressive black metal.
Il progetto è stato ideato da un'unica persona che utilizza lo stesso nome del gruppo come proprio pseudonimo, il suo vero nome è sconosciuto. Nortt giudica il genere che suona "la più oscura combinazione possibile tra tutti i generi musicali" e considera il suo prodotto "pure depressive black funeral doom metal".
Al contrario di quanto fatto circolare in rete, i brani dell'artista sono provvisti di testi, cantati rigorosamente in danese, con un  growl che spezza il ritmo lentissimo dei brani. Le tematiche sono principalmente focalizzate sulla morte, oscurità, solitudine e depressione. A tal proposito Nortt ha dichiarato che la sua musica parla di "La morte e l'oscurità viste da una persona morente o dai defunti".

## Discografia

### Album in studio
- 2003 - Gudsforladt
- 2005 - Ligfærd
- 2007 - Galgenfrist
- 2017 - Endeligt
- 2025 - Dødssang

### Raccolte
- 2003 - Mournful Monuments 1998-2002

### EP
- 2002 - Hedengang

### Split
- 2004 - Nortt / Xasthur

### Demo
- 1997 - Nattetale
- 1998 - Døden...
- 1999 - Graven